# Didemnum ternerratum
Didemnum ternerratum är en sjöpungsart som beskrevs av Kott 200. Didemnum ternerratum ingår i släktet Didemnum och familjen Didemnidae. Inga underarter finns listade i Catalogue of Life.